# Nassarius hotessieri
Nassarius hotessieri är en snäckart som först beskrevs av d'Orbigny 1845.  Nassarius hotessieri ingår i släktet nätsnäckor, och familjen Nassariidae. Inga underarter finns listade i Catalogue of Life.